# Pinoyscincus coxi
Pinoyscincus coxi — вид сцинкоподібних ящірок родини сцинкових (Scincidae). Ендемік Філіппін.

## Підвиди
Виділяють два підвиди:
- Pinoyscincus coxi coxi (Taylor, 1915) — острови Мінданао, Дінагат, Лейте, Самар і Каміґуїн;
- Pinoyscincus coxi divergens (Taylor, 1922) — острови Панай, Лусон (південний захід), Маріндук і Міндоро.

## Поширення і екологія
Pinoyscincus coxi широко поширені на островах Філіппінського архіпелагу. Вони живуть у вологих тропічних лісах, в лісовій підстилці. Зустрічаються на висоті до 1600 м над рівнем моря.